# Епархия Баринаса
Епархия Баринаса (лат. Dioecesis Barinensis) — епархия Римско-католической церкви с центром в городе Баринас, Венесуэла. Епархия Баринаса входит в митрополию Мериды. Кафедральным собором епархии Баринаса является церковь Пресвятой Девы Марии Пилар.

## История
23 июля 1965 года Папа Римский Павел VI издал буллу «Apostolicum munus», которой учредил епархию Баринаса, выделив её из епархии Калабосо (сегодня — архиепархия Калабосо) и архиепархии Мериды.

## Ординарии епархии
- епископ Рафаэль Анхель Гонсалес Рамирес (23.07.1965 — 1.08.1992);
- епископ Антонио Хосе Лопес Кастильо (1.08.1992 — 27.12.2001), назначен архиепископом Калабосо;
- епископ Рамон Антонио Линарес Сандовал (16.07.2002 — 30.08.2013);
- епископ Хосе Луис Асуахе Аяла (с 30 августа 2013 года — 24.05.2018), назначен архиепископом Маракайбо;
- епископ Jesús Alfonso Guerrero Contreras (с 21.12.2018[1] — по настоящее время).